# Turiaso
Turiaso o Turiasu fou una ciutat celtibera d'Hispània, a la Tarraconense, entre Cesaragusta i Numància. És l'actual Tarassona. A l'itinerari d'Antoní és esmentada com Turisanus, que podria derivar de la paraula basca Iturri asko (Moltes fonts), i en tal cas el seu nom basc seria Ituriaso (similar al d'altres ciutats vascones: Iturrissa i Nemanturissa). El Cronicó d'Hidaci l'esmenta com Turiasson i l'anònim de Ravenna Tyriassone.
El 449 el comte hispàroma Basili va sorprendre els bagaudes a la ciutat en un cop de mà (o per traïció de part dels ciutadans) i en va fer una massacre a l'església.